# Ayez donc des gosses
Pour plus de détails, voir Fiche technique et Distribution.
Ayez donc des gosses (connu aussi sous le titre Un heureux mari, titre original : I Do) est un court métrage de comédie américain, en noir et blanc et muet, réalisé par Hal Roach et sorti en 1921. Ce film met en scène le comique Harold Lloyd.

## Synopsis
Un jeune couple fraîchement marié se retrouve à devoir surveiller pendant quelque temps leurs neveux, ce qui va s'annoncer bien plus difficile que prévu…

## Fiche technique
- Titre : Ayez donc des gosses, connu aussi sous le titre Un heureux mari
- Titre original : I Do
- Réalisation : Hal Roach
- Scénario : Hal Roach, Sam Taylor
- Musique : Robert Israel (pour l'édition vidéo de 2003)
- Montage : Charles Bilkey, Harold McCord (en)
- Production : Hal Roach, Rolin Films
- Pays d'origine :  États-Unis
- Genre : Comédie
- Durée : 26 minutes
- Dates de sortie :
  -  États-Unis : 11 septembre 1921
  -  France : décembre 1922

## Distribution
- Harold Lloyd : le jeune homme
- Mildred Davis : la jeune femme
- Noah Young

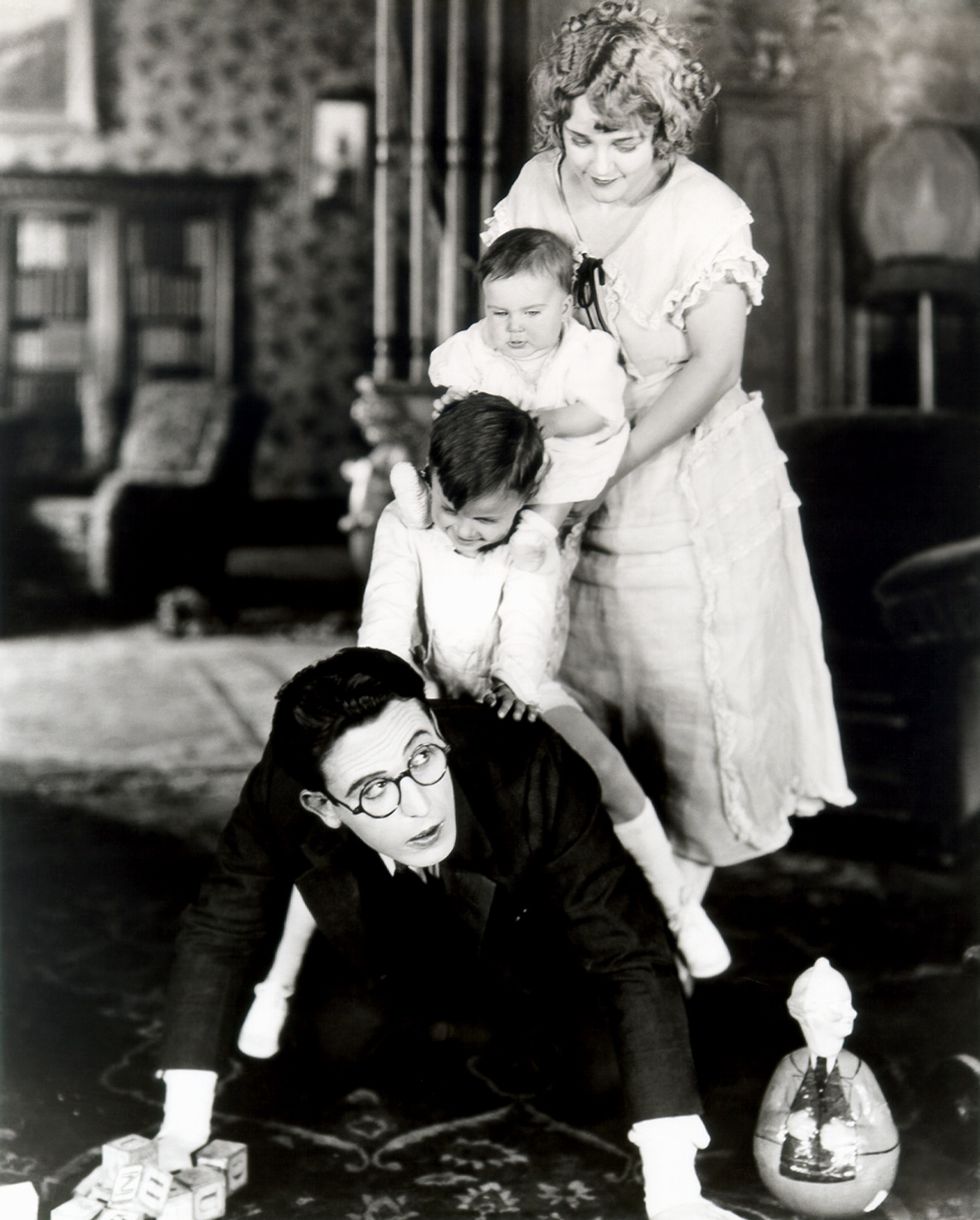
Harold Lloyd dans une scène du film.

- William Gillespie : le beau-frère (non crédité)
- Wallace Howe : l'homme attaqué par le cambrioleur (non crédité)
- Charles King (non crédité)
- Lee Phelps (non crédité)
- Vera White (en) (non créditée)

## Récompenses et distinctions

### Nominations
- Saturn Award 2006 :
  - Saturn Award de la meilleure collection DVD (au sein du coffret Harold Lloyd Collection)